# Mads Emil Lübeck
Mads Emil Stephensen Lübeck (født 24. november 1993) er en dansk sejler. Han er bror til sejleren Christian Peter Lübeck og startede i 2014 samarbejdet med Nikolaj Hoffmann Buhl i bådtypen 49er. 
Ved verdensmesterskabet i Århus i 2018 opnåede Nikolaj Hoffmann Buhl og Mads Emil Lübeck en 11. plads og kvalificerede dermed en dansk 49er til OL 2020 i Tokyo.